# Rhombophryne coudreaui
Rhombophryne coudreaui (Angel, 1938) è una rana della famiglia Microhylidae, endemica del Madagascar.

## Distribuzione e habitat
La specie ha un areale molto frammentato, ristretto ad alcune aree di foresta pluviale del Madagascar nord-orientale, tra i 200 e i 1.000 m di altitudine.

## Conservazione
La IUCN Red List classifica R. coudreaui come specie prossima alla minaccia di estinzione (Near Threatened).
La specie è protetta all'interno della riserva naturale integrale di Betampona, del parco nazionale di Marojejy e del parco nazionale di Masoala.